# Audrey van der Jagt
Audrey van der Jagt (Rotterdam, 27 februari 1945) is een Nederlandse nieuwspresentatrice, presentatrice, verslaggeefster, actrice en redactrice.

## Biografie
Audrey van der Jagt groeide op in Rotterdam. Op de televisie zag Van de Jagt voor het eerst de omroepsters Karin Kraaykamp, Ageeth Scherphuis en Tanja Koen. Zij raakte gefascineerd door hun vak. Op vijftienjarige leeftijd solliciteerde zij naar een baantje bij jongerenomroep Minjon. In Den Haag mocht Van der Jagt een auditie doen voor Gerrit den Braber, waarop zij werd aangenomen bij de AVRO.

### AVRO
Bij het radio-jongerenomroep Minjon presenteerde zij verschillende programma's, maar ook kreeg ze de kans zich verder te ontwikkelen. Ze zong en acteerde voor sommige programma's van Minjon. Op haar negentiende stapte ze over naar de volwassenenafdeling van de AVRO en werkte drie jaar als radio-omroepster om programma's aan en af te kondigen. Eind jaren zestig trouwde zij met Chiel de Kruijf, die op dat moment nieuwslezer bij het ANP was, waardoor het vaste dienstverband van Van der Jagt hierdoor, zoals destijds gebruikelijk was werd opgeheven en ze verderging als freelancer.

### Freelance journaliste
Na de geboorte van haar twee kinderen werkte Van der Jagt als freelance-journalist onder andere als interviewer voor politieke partijen en als presentator bij NCRV's En bloc. Thuis doet ze redactiewerk voor de pagina 'Radio en televisie' van de Winschoter Courant. Vanuit haar werk bij de Winschoter Courant belde Van der Jagt in 1973 naar de redactie van het NOS Journaal. Tijdens dit gesprek voor een item over de vertrekkende nieuwspresentator Marga van Arnhem met eindredacteur Bert Corporaal, bleek dat er nog geen vervanger was gevonden en Corporaal vroeg Van der Jagt of zij een auditie en een screentest wilde doen.

### Het NOS Journaal
De screentest resulteerde in een dienstverband bij de NOS. Omdat Van der Jagt erg weinig televisie-ervaring had werd ze bij het NOS Journaal door de ervaren presentatoren Rien Huizing en Fred Emmer onder hun hoede genomen. Van der Jagt presenteerde op de avond de journaals van zeven uur, acht uur en het late journaal. Ze werkte enkel als presentator, vanwege de zorg voor haar gezin en stopte na twee jaar, omdat ze vond dat ze weinig bij zou dragen aan de inhoud van het programma. Zij wilde inhoudelijk weer programma's gaan maken op de radio.

### Terug naar de radio
Zij ging bij de TROS werken als presentatrice van het radioprogramma Coulissen, een programma over het theater en theatermakers. Dit deed ze bijna vijftien jaar en daarnaast maakte ze nog een aantal andere programma’s bij de TROS. Vervolgens keerde ze eind jaren tachtig terug bij de AVRO, waar ze aanvankelijk wederom radio-omroepster wordt, deze keer bij Radio 4. Na ook bij AVRO's Radiojournaal te hebben gewerkt en als producer bij programma’s betrokken te zijn, presenteert Van der Jagt in de jaren negentig meerdere programma’s voor de AVRO, met als belangrijkste en langstlopende voorbeelden Fiori musicali, een programma gericht op middeleeuwse muziek, en easy listening, dat ze overnam van Tosca Hoogduin. Van der Jagt voelde zich verbonden met het soort muziek, maar het nachtelijke tijdstip ervoer ze als minder prettig. De waardering van het publiek gaf haar echter motivatie door te gaan met het programma. Dit was ook de belangrijkste drijfveer voor het maken van Fiori musicali.

### Voice-overs
In haar periode bij de TROS begon Van der Jagt met voice-over werk bij televisieprogramma's. Samen met Chiel de Kruijf sprak zij de items in bij TROS Aktua. In de jaren negentig fungeerde ze als vaste stem bij AVRO-programma’s als Close Up, Alle dieren tellen mee en De hoogste versnelling.

### Hoorspelen
Op haar 59e ging Van der Jagt met pensioen, maar in plaats van zich terug te trekken, ging Van der Jagt hoorspelen maken. Tijdens haar periode bij de AVRO won zij de eerste prijs in een hoorspelwedstrijd, waarna zij samen met haar echtgenoot in 2004 Stichting Hoorspel Nú oprichtte. Met deze stichting maakt Van der Jagt hoorspelen die gericht zijn op mensen met een visuele handicap. De eerste hoorspelen waren vooral gericht op kinderen, maar na een paar jaar werden ook thema's voor volwassenen behandeld. Van der Jagt richtte zich op het schrijven van de teksten, het regisseren en produceren van de spelen en tevens bemoeide ze zich met de montage. Af en toe trad ze daarnaast op als inleidende stem of in een kleine rol. Momenteel houdt zij zich nog bezig als adviseuse in de Stichting Hoorspel Nú.

#### Titels
- Wij waren achttien in getal (over de eerste verzetsgroep in de Tweede Wereldoorlog: De Geuzen); Uitgever: Stichting Hoorspel Nú, 2012; ISBN 9789490938277
- December (een verzameling van vijf hoorspelen over Sinterklaas, Kerstmis en Oud en Nieuw) - coauteur: Mirjam Oldenhave; Uitgever: Stichting Hoorspel Nú, 2005; ISBN 9789461499479
- Erin geluisd (naar het boek van Mirjam Oldenhave) - coauteur: Mirjam Oldenhave; Uitgever: Stichting Hoorspel Nú; ISBN 9789490938659
- Harteloos - coauteur: Cees Smit; Uitgever: Stichting Hoorspel Nú, 2015; ISBN 9789490938895
- Binnen de poorten, (over de oorlogservaringen van Jules Schelvis) - coauteur: Jules Schelvis; 2017; Uitgever: Stichting Hoorspel Nú; ISBN 9789067077101
- Op reis (van Drenthe via de Waddenzee naar Australië en… op reis in de tijd) - coauteur: Frans van Hautert; Uitgever: Stichting Hoorspel Nú, 2006; ISBN 9789461499493
- De Afspraak (met een glimlach aankijken tegen ouder worden, eenzaamheid en vriendschap); Uitgever: Stichting Hoorspel Nú, 2008; ISBN 9789461499561
- Vakantie - coauteur: Jaap ter Haar; Stichting Hoorspel Nú, 2009; ISBN 9789461499578
- Paul Vlaanderen en het Gregory-mysterie - coauteurs: Francis Durbridge, Hans Simonis; Uitgever: Stichting Hoorspel Nú, 2014; ISBN 9789490938833
- Paul Vlaanderen en het Z-mysterie (naar het gelijknamige boek uit 1963 van Francis Durbridge); Uitgever: Stichting Hoorspel Nú, 2009;
- Belle van Zuylen ((1740-1805) Een liefde in brieven); coauteurs: Ineke ter Heege, Jan-Jaap Jansen; Uitgever: Stichting Hoorspel Nú; ISBN 9789244140185
- Saskia & Jeroen; Uitgever: Stichting Hoorspel Nú, 2005;
- Winter: Saskia & Jeroen; Uitgever: Stichting Hoorspel Nú, 2009;